# تاد بوسلی
تاد بوسلی (به انگلیسی: Todd Bosley) (زاده ۲۹ ژوئیهٔ ۱۹۸۴)، بازیگر آمریکایی است.
از فیلم‌های معروف او می‌توان به بازی در فیلم جک اشاره کرد.